# Luca Cadalora
Luca Cadalora (Modena, 17 maggio 1963) è un pilota motociclistico italiano, campione del mondo della classe 125 nel 1986 e due volte della classe 250 nel 1991 e 1992.

## Carriera
Da ragazzo praticò il salto con l'asta, allenato da Antonio Brandoli.
Esordì nel mondo del motociclismo professionistico nel 1984, anno in cui corse il motomondiale nella classe 125 con una MBA. Nel 1986, dopo due annate dove ottiene un piazzamento a podio come evento di rilievo, si trasferì alla Garelli, dove vinse il mondiale dell'ottavo di litro dopo aver conquistato quattro Gran Premi.
Nel 1987 fece il passaggio nella classe 250, alla guida di una Yamaha YZR 250 del team Agostini. Con la motocicletta giapponese corse per quattro anni fino al 1990, vincendo complessivamente sette gare. Passò poi tra le file del team Kanemoto con una Honda NSR 250, con cui vinse due mondiali consecutivi della quarto di litro (1991 e 1992) , dopo aver vinto quindici gare.
Dal 1993 tornò alla guida di una motocicletta Yamaha ma nel Marlboro Team Roberts in classe 500. Vinse complessivamente sei gare (due all'anno) e nel 1994 arrivò secondo nella classifica finale, alle spalle soltanto della Honda NSR 500 di Michael Doohan.
Nel 1996 Cadalora decise di tornare nel team Kanemoto (squadra con cui aveva vinto due titoli mondiali in 250) ma dopo una sola annata, coronata dalla vittorie di due gare e dal terzo posto in classifica generale, si sposta nel 1997 al team Yamaha Promotor Racing per le prime tre gare stagionali, per poi completare l'annata spostandosi nel team Red Bull Yamaha WCM.
Nel 1998 corse due gare con la Yamaha del team Rainey, sfiorando la vittoria sul circuito del Jarama (si ritirò per un guasto elettrico all'ultimo giro, quando era in scia di Checa che era al comando), una con la Suzuki RGV Γ 500 ad Assen e l'ultima gara del campionato con la tedesca MuZ. Nel 1999 firmò con la MuZ con la quale disputò alcune gare, partendo in prima fila nel GP di Germania.
Nel 2000 disputò alcune gare con la Modenas KR3 del team Proton TEAM KR di Kenny Roberts (suo team manager in passato) raccogliendo 3 punti.
In totale per quanto riguarda il motomondiale, ha disputato 195 gare, ottenendo 34 vittorie, 29 pole position e 72 podi, con 3 titoli mondiali.
Nel 1998 prova la Ducati in un test al Mugello, mentre nel 2000 viene inserito nel team sviluppo della squadra Ducati Corse come collaudatore.
In virtù di questo accordo e dell'infortunio che colpisce il 25 aprile 2000, in gara 2 del gran premio d'Australia, il campione del mondo in carica Carl Fogarty, esordisce nel mondiale Superbike sul circuito di Donington Park con la 996 ufficiale del team Ducati Infostrada, ma visti gli scarsi riscontri nelle due gare (ritirato in gara 1 e 17º in gara 2) gli viene preferito, per la gara successiva e per il resto della stagione, l'australiano Troy Bayliss.
Da marzo 2016 a novembre 2018 ha fatto parte della squadra di Valentino Rossi in qualità di personal coach.

## Risultati in gara

### Motomondiale

#### Classe 125
| 1984 | Classe | Moto |    |   |     |    |   |    |    |     |    |   |     |   |  |  | Punti | Pos. |
| ---- | ------ | ---- | -- | - | --- | -- | - | -- | -- | --- | -- | - | --- | - |  |  | ----- | ---- |
| 1984 | 125    | MBA  | NE | 5 | Rit | NE | 2 | 12 | NE | Rit | NE | 6 | Rit | 7 |  |  | 27    | 8º   |

| 1985 | Classe | Moto          |    |     |     |     |    |    |   |     |  |    |    |  |  |  | Punti | Pos. |
| ---- | ------ | ------------- | -- | --- | --- | --- | -- | -- | - | --- |  | -- | -- |  |  |  | ----- | ---- |
| 1985 | 125    | MBA e Garelli | NE | Rit | Rit | Rit | 30 | NE | 7 | Rit |  | 11 | NP |  |  |  | 4     | 17º  |

| 1986 | Classe | Moto    |   |   |   |   |    |   |     |   |   |   |   |   |  |  | Punti | Pos. |
| ---- | ------ | ------- | - | - | - | - | -- | - | --- | - | - | - | - | - |  |  | ----- | ---- |
| 1986 | 125    | Garelli | 4 | 4 | 1 | 1 | NE | 1 | Rit | 1 | 3 | 2 | 2 | 2 |  |  | 122   | 1º   |

| Legenda | 1º posto        | 2º posto            | 3º posto            | A punti      | Senza punti        | Grassetto – Pole position Corsivo – Giro più veloce |
| Legenda | Gara non valida | Non qual./Non part. | Ritirato/Non class. | Squalificato | '-' Dato non disp. | Grassetto – Pole position Corsivo – Giro più veloce |

#### Classe 250
| 1987 | Classe | Moto   |    |   |   |    |     |    |    |    |     |   |   |   |   |   |   | Punti | Pos. |
| ---- | ------ | ------ | -- | - | - | -- | --- | -- | -- | -- | --- | - | - | - | - | - | - | ----- | ---- |
| 1987 | 250    | Yamaha | 13 | 2 | 5 | 11 | Rit | NP | 15 | 15 | Rit | 2 | 5 | 2 | 9 | 6 | 4 | 63    | 7º   |

| 1988 | Classe | Moto   |     |   |   |     |   |   |   |   |   |   |   |   |     |   |     | Punti | Pos. |
| ---- | ------ | ------ | --- | - | - | --- | - | - | - | - | - | - | - | - | --- | - | --- | ----- | ---- |
| 1988 | 250    | Yamaha | Rit | 6 | 7 | Rit | 5 | 1 | 7 | 4 | 8 | 5 | 6 | 1 | Rit | 3 | Rit | 136   | 6º   |

| 1989 | Classe | Moto   |   |   |   |   |     |    |     |     |     |   |    |     |   |   |   | Punti | Pos. |
| ---- | ------ | ------ | - | - | - | - | --- | -- | --- | --- | --- | - | -- | --- | - | - | - | ----- | ---- |
| 1989 | 250    | Yamaha | 3 | 3 | 3 | 1 | Rit | 11 | Rit | Rit | Rit | 5 | 11 | Rit | 5 | 6 | 1 | 127   | 5º   |

| 1990 | Classe | Moto   |   |   |   |     |    |   |   |     |     |   |   |   |   |   |   | Punti | Pos. |
| ---- | ------ | ------ | - | - | - | --- | -- | - | - | --- | --- | - | - | - | - | - | - | ----- | ---- |
| 1990 | 250    | Yamaha | 1 | 2 | 2 | Rit | 10 | 1 | 4 | Rit | Rit | 2 | 1 | 4 | 4 | 4 | 3 | 184   | 3º   |

| 1991 | Classe | Moto  |   |   |   |   |   |   |   |   |   |   |   |   |   |   |   | Punti | Pos. |
| ---- | ------ | ----- | - | - | - | - | - | - | - | - | - | - | - | - | - | - | - | ----- | ---- |
| 1991 | 250    | Honda | 1 | 1 | 1 | 2 | 1 | 4 | 5 | 1 | 2 | 5 | 1 | 1 | 3 | 3 | 1 | 237   | 1º   |

| 1992 | Classe | Moto  |   |   |   |   |   |   |   |   |   |   |   |   |   |  |  | Punti | Pos. |
| ---- | ------ | ----- | - | - | - | - | - | - | - | - | - | - | - | - | - |  |  | ----- | ---- |
| 1992 | 250    | Honda | 1 | 1 | 1 | 4 | 1 | 1 | 4 | 2 | 1 | 3 | 4 | 1 | 6 |  |  | 203   | 1º   |

| Legenda | 1º posto        | 2º posto            | 3º posto            | A punti      | Senza punti        | Grassetto – Pole position Corsivo – Giro più veloce |
| Legenda | Gara non valida | Non qual./Non part. | Ritirato/Non class. | Squalificato | '-' Dato non disp. | Grassetto – Pole position Corsivo – Giro più veloce |

#### Classe 500
| 1989 | Classe | Moto   |  |  |  |  |  |  |  |  |  |  |  |   |    |  |  |  | Punti | Pos. |
| ---- | ------ | ------ |  |  |  |  |  |  |  |  |  |  |  | - | -- |  |  |  | ----- | ---- |
| 1989 | 500    | Yamaha |  |  |  |  |  |  |  |  |  |  |  | 8 | NP |  |  |  | 8     | 27º  |

| 1993 | Classe | Moto   |   |    |     |   |   |   |   |    |   |   |   |   |   |     |  |  | Punti | Pos. |
| ---- | ------ | ------ | - | -- | --- | - | - | - | - | -- | - | - | - | - | - | --- |  |  | ----- | ---- |
| 1993 | 500    | Yamaha | 8 | NP | Rit | 5 | 5 | 8 | 7 | 15 | 5 | 1 | 2 | 1 | 3 | Rit |  |  | 145   | 5º   |

| 1994 | Classe | Moto   |   |   |   |     |    |    |   |   |   |   |   |   |   |   |  |  | Punti | Pos. |
| ---- | ------ | ------ | - | - | - | --- | -- | -- | - | - | - | - | - | - | - | - |  |  | ----- | ---- |
| 1994 | 500    | Yamaha | 2 | 4 | 4 | Rit | 22 | NP | 9 | 2 | 7 | 3 | 3 | 1 | 6 | 1 |  |  | 174   | 2º   |

| 1995 | Classe | Moto   |   |     |   |   |   |    |   |   |   |   |   |   |     |  |  |  | Punti | Pos. |
| ---- | ------ | ------ | - | --- | - | - | - | -- | - | - | - | - | - | - | --- |  |  |  | ----- | ---- |
| 1995 | 500    | Yamaha | 4 | Rit | 4 | 2 | 2 | 12 | 7 | 2 | 5 | 1 | 1 | 3 | Rit |  |  |  | 176   | 3º   |

| 1996 | Classe | Moto  |   |   |     |   |   |   |     |   |   |   |     |   |   |   |   |  | Punti | Pos. |
| ---- | ------ | ----- | - | - | --- | - | - | - | --- | - | - | - | --- | - | - | - | - |  | ----- | ---- |
| 1996 | 500    | Honda | 1 | 6 | Rit | 2 | 3 | 6 | Rit | 1 | 9 | 4 | Rit | 6 | 4 | 6 | 7 |  | 168   | 3º   |

| 1997 | Classe | Moto   |   |    |    |   |   |     |     |   |     |   |   |   |   |     |     |  | Punti | Pos. |
| ---- | ------ | ------ | - | -- | -- | - | - | --- | --- | - | --- | - | - | - | - | --- | --- |  | ----- | ---- |
| 1997 | 500    | Yamaha | 4 | 11 | 11 | 2 | 3 | Rit | Rit | 6 | Rit | 3 | 5 | 2 | 4 | Rit | Rit |  | 129   | 6º   |

| 1998 | Classe | Moto                 |  |  |  |  |   |     |     |  |  |  |  |  |  |     |  |  | Punti | Pos. |
| ---- | ------ | -------------------- |  |  |  |  | - | --- | --- |  |  |  |  |  |  | --- |  |  | ----- | ---- |
| 1998 | 500    | Yamaha, Suzuki e MuZ |  |  |  |  | 6 | Rit | Rit |  |  |  |  |  |  | Rit |  |  | 10    | 22º  |

| 1999 | Classe | Moto      |     |  |   |     |    |     |     |  |     |    |  |  |  |  |  |  | Punti | Pos. |
| ---- | ------ | --------- | --- |  | - | --- | -- | --- | --- |  | --- | -- |  |  |  |  |  |  | ----- | ---- |
| 1999 | 500    | MuZ-Weber | Rit |  | 8 | Rit | 10 | Rit | Rit |  | Rit | NP |  |  |  |  |  |  | 14    | 20º  |

| 2000 | Classe | Moto        |  |  |  |  |  |  |  |  |  |    |    |  |  |  |  |  | Punti | Pos. |
| ---- | ------ | ----------- |  |  |  |  |  |  |  |  |  | -- | -- |  |  |  |  |  | ----- | ---- |
| 2000 | 500    | Modenas KR3 |  |  |  |  |  |  |  |  |  | 14 | 15 |  |  |  |  |  | 3     | 27º  |

| Legenda | 1º posto        | 2º posto            | 3º posto            | A punti      | Senza punti        | Grassetto – Pole position Corsivo – Giro più veloce |
| Legenda | Gara non valida | Non qual./Non part. | Ritirato/Non class. | Squalificato | '-' Dato non disp. | Grassetto – Pole position Corsivo – Giro più veloce |

### Campionato mondiale Superbike
| 2000 | Moto   |  |  |  |  |  |  |     |    |  |  |  |  |  |  |  |  |  |  |  |  |  |  |  |  |  |  | Punti | Pos. |
| ---- | ------ |  |  |  |  |  |  | --- | -- |  |  |  |  |  |  |  |  |  |  |  |  |  |  |  |  |  |  | ----- | ---- |
| 2000 | Ducati |  |  |  |  |  |  | Rit | 17 |  |  |  |  |  |  |  |  |  |  |  |  |  |  |  |  |  |  | 0     |      |

| Legenda | 1º posto        | 2º posto            | 3º posto           | A punti      | Senza punti        | Grassetto – Pole position Corsivo – Giro più veloce |
| Legenda | Gara non valida | Non qual./Non part. | Ritirato/Non class | Squalificato | '-' Dato non disp. | Grassetto – Pole position Corsivo – Giro più veloce |